# ویسنته اوییدوبرو
ویسنته گارسیا-اوییدوبرو فرنانندز (اسپانیایی: Vicente García-Huidobro Fernández‎؛ ۱۰ ژانویهٔ ۱۸۹۳ – ۲ ژانویهٔ ۱۹۴۸) شاعر اهل شیلی بود. او در خانواده‌ای مرفه و نخبه‌سالار به دنیا آمد. اوییدوبرو به عنوان یک مروج جنبش ادبی آوانگارد در شیلی و نیز بنیان‌گذار و بزرگترین بیانگر جنبش ادبی «آفرینش‌گرایی» (Creacionismo) شناخته می‌شود.

## زندگی و حرفه
اوییدوبرو نخستین شاعر آمریکای لاتین بود که در جنبش آوانگارد فرانسه نقش مؤثری داشت. او برای ترویج سبک آفرینش‌گرایی با بسیاری از مکاتب و شاعران دوره خود به ستیز برخاست. نظریه آفرینش‌گرایی اوییدوبرو مبتنی بر این است که واژه‌ها واقعیت مستقلی از آن خود دارند و آن را می‌آفرینند و نیز با دیگر واقعیت‌ها برخورد و تعامل دارند.
او در سال ۱۹۱۶ همراه با همسر و فرزندانش به اروپا نقل مکان کرد و در همان سال در پاریس ساکن شد. او در پاریس اشعاری به زبان فرانسوی سرود و در مجله Nord-Sud منتشر کرد. این شاعر از سال ۱۹۱۸ تا زمان مرگش در سی سال بعد بین شیلی و اروپا، عمدتاً فرانسه و اسپانیا در سفر بود.
او در سال ۱۹۳۱ بهترین شعر خود با نام آلتازور و با عنوان فرعی «سفری در یک چتر» منتشر کرد. او در کنار سرودن اشعارش، چند رمان نیز نوشته است.

## زندگی سیاسی
اوییدوبرو در سال ۱۹۲۵ در انتخابات ریاست جمهوری شیلی شرکت کرد که ناکام بود. در زمان اقامتش در مادرید نیز همگام با دیگر روشنفکران از جمهوری اسپانیا در برابر فاشیستهای اسپانیایی پشتیبانی می‌کرد.